# Larry Austin
Larry Austin (født 12. september 1930, død 30. december 2018) var en amerikansk komponist.
Han skrev elektronisk musik, fik i 1993 opført sin version af Charles Ives ufuldendte værk "Universe Symphony". Han blandede gerne genrer til hybrider for at få modsætninger til at mødes. Mest kendt er hans "BluesAx" (1995-1996) for saxofon og bånd med elektronik.